# Rejon aurgaziński
Rejon aurgaziński (ros. Аургазинский район) - jeden z 54 rejonów w Baszkirii. Stolicą regionu są Tolbasy.
100% populacji stanowi ludność wiejska, ponieważ w regionie nie ma żadnego miasta.